# Przeregulowanie
Przeregulowanie – jeden z parametrów określających jakość dynamiczną odpowiedzi skokowej otwartego lub zamkniętego układu regulacji. Może występować w wyniku niekorzystnych warunków lub złych nastaw regulatora. Zbyt duże przeregulowanie może doprowadzić w niektórych przypadkach nawet do zniszczenia układu. Można wyróżnić przeregulowanie:
- względne:

Stosunek wartości drugiego uchybu przejściowego {\displaystyle e_{2}} do wartości pierwszego uchybu przejściowego {\displaystyle e_{1}} i wyrażony w procentach.
{\displaystyle \kappa ={\frac {e_{2}}{e_{1}}}}
- bezwzględne:

Stosunek wartości największego uchybu przejściowego {\displaystyle e_{1},} o zwrocie przeciwnym niż uchyb początkowy {\displaystyle e_{0},} do wartości uchybu początkowego (równego wartości zadanej) i wyrażony w procentach.
{\displaystyle \kappa ={\frac {e_{1}}{e_{0}}}}